# New York, crime organisé
Pour les articles homonymes, voir Law and Order.
Law and Order True Crime Law & Order Toronto: Criminal Intent
New York, crime organisé (Law & Order: Organized Crime) est une série télévisée américaine créée par Dick Wolf, Ilene Chaiken et Matt Olmstead. 
Septième série de la franchise Law & Order, New York, crime organisé est une série dérivée de New York, unité spéciale (SVU). Elle est centrée sur le personnage d'Elliot Stabler, qui officie désormais dans une section consacrée au crime organisé.
Elle est diffusée depuis 1er avril 2021 sur le réseau NBC et en simultané sur Citytv au Canada. À l'automne 2024, elle sera exclusive à la plate-forme Peacock de NBCUniversal.
En France, elle est diffusée depuis le 1er novembre 2021 sur 13e rue et diffusée en clair sur TF1 depuis le 20 septembre 2022.
Au Québec depuis le 5 janvier 2022 sur AddikTV. Elle reste inédite dans les autres pays francophones.

## Synopsis
« Dans la plus grande ville des États-Unis, les réseaux mafieux agissent dans l'ombre. Les enquêteurs du bureau de lutte contre le crime organisé sont là pour les arrêter. Voici leurs histoires… »

Après avoir officié pendant des années dans l'unité spéciale des crimes sexuels, Elliot Stabler reprend du service au sein du New York City Police Department (NYPD) mais dans une autre unité luttant contre le crime organisé. Après un événement personnel très difficile, l'inspecteur Stabler va tenter de démanteler les plus puissants syndicats du crime malgré des services de police qui ont bien changé depuis son départ. Tout en essayant de se reconstruire, il va devoir s’adapter aux évolutions pour peut-être trouver le responsable du drame personnel qui a bouleversé sa vie. Il pourra compter notamment sur l'aide d'une toute nouvelle coéquipière, Ayanna Bell.

## Distribution

### Acteurs principaux
- Christopher Meloni (VF : Jérôme Rebbot) : Inspecteur Elliot Stabler
- Danielle Moné Truitt (en) (VF : Géraldine Asselin) : Sergent Ayanna Bell
- Rick Gonzalez (VF : Juan Llorca) : Inspecteur Bobby Reyes (depuis la saison 3)
- Dean Norris (VF : Jean-François Aupied) : Randall Stabler (depuis la saison 5, récurrent saison 4)

### Anciens acteurs principaux
- Tamara Taylor (VF : Nathalie Homs) : Pr Angela Wheatley (saisons 1 et 2)
- Dylan McDermott (VF : Xavier Fagnon) : Richard Wheatley (saisons 1 et 2)
- Nona Parker Johnson (VF : Aurélie Konaté) : Inspectrice Carmen « Nova » Riley (saison 2)
- Brent Antonello (VF : Thibaut Lacour) : Inspecteur Jamie Whelan (saison 3)
- Ainsley Seiger (en) (VF : Margaux Maillet) : Inspectrice Jet Slootmaekers (saisons 1 à 5)

### Acteurs récurrents
- Keren Dukes (VF : Corinne Wellong) : Denise Bullock (saisons 1 et 2)
- Ellen Burstyn (VF : Sylvie Genty) (1re voix) puis Catherine Davenier (2e voix) : Bernadette « Bernie » Stabler[5] (depuis la saison 2, 22 épisodes)

### Invités spéciaux
- Dash Mihok (VF : Lionel Tua) : Reggie Bogdani (saison 2)
- Vinnie Jones (VF : Cyrille Monge) : Albi Briscu (saison 2)
- Michael Raymond-James (VF : Mark Lesser) : Jon Kosta (saison 2)
- Guillermo Díaz (VF : Fabrice Lelyon) : Sergent Bill Brewster (saison 2)
- Mykelti Williamson (VF : Frédéric Souterelle) : Preston Webb (saison 2)
- Denis Leary (VF : Yann Guillemot) : Frank Donnelly (saison 2)
- Jennifer Beals (VF : Danièle Douet) : Cassandra Webb (saison 2)
- Ron Cephas Jones (VF : Xavier Thiam) : Leon Kilbride (saison 2)
- Camilla Belle (VF : Christine Braconnier) : Pearl Serrano (saison 3)
- Gus Halper (VF : Martin Faliu) : Teddy Silas (saison 3)
- Michael Malarkey (VF : Pascal Nowak) : O’Meara (saison 3)
- Tate Ellington (VF : Thierry Gondet) : Dr Kyle Vargas (saison 4)
- Abubakr Ali (VF : Zouheïr Zerhouni) : Inspecteur Samir « Sam » Bashir (saison 4)
- Michael Trotter (VF : Alessandro Gazzara) : Joseph « Joey » Stabler Jr. (saison 4)
- Nicole Shalhoub (VF : Claire Morin) : Capitaine Nazanin Shah (saison 4)
- Jennifer Ehle (VF : Anne Rondeleux) : Chef Meredith Bonner (saison 4)
- Keith Carradine (VF : Edgar Givry) : Juge Clay Bonner (saison 4)
- Stephen Lang (VF : Bernard Lanneau) : Angus Boone (saison 4)

### Invités crossovers
De New York, unité spéciale
- Mariska Hargitay (VF : Dominique Dumont) : Capitaine Olivia Benson (saison 1 à 3 & 5)
- Peter Scanavino (VF : Jérôme Pauwels) : Assistant du procureur Dominick Carisi Jr. (saison 1, 3 à 5)
- Demore Barnes (VF : Daniel Lobé) : Christian Garland (saison 1)
- Ice-T (VF : Jean-Paul Pitolin) : Sergent Odafin Tutuola (saison 2 et 3)
- Raúl Esparza (VF : Sébastien Desjours) : Substitut du procureur Rafael Barba (saison 2)
- Dann Florek (VF : Serge Feuillard) : Capitaine Donald Cragen (saison 2 et 4)
- Octavio Pisano (VF : Jérémy Bardeau) : Inspecteur Joe Velasco (saison 2 et 3)
- Kelli Giddish (VF : Anne Dolan) : Inspectrice Amanda Rollins (saison 3)
- Molly Burnett (en) (VF : Chloé Berthier) : Inspectrice Grace Muncy (saison 3)
- Tamara Tunie : Médecin légiste Mélinda Warner (saison 4 et 5)

De New York, police judiciaire
- Jeffrey Donovan (VF : Yann Guillemot) : Inspecteur Frank Cosgrove (saison 3)
- Camryn Manheim (VF : Josiane Pinson) : Lieutenante Kate Dixon (saison 3)
- Mehcad Brooks (VF : Frantz Confiac) : Inspecteur Jalen Shaw (saison 3)

## Production

### Genèse et développement

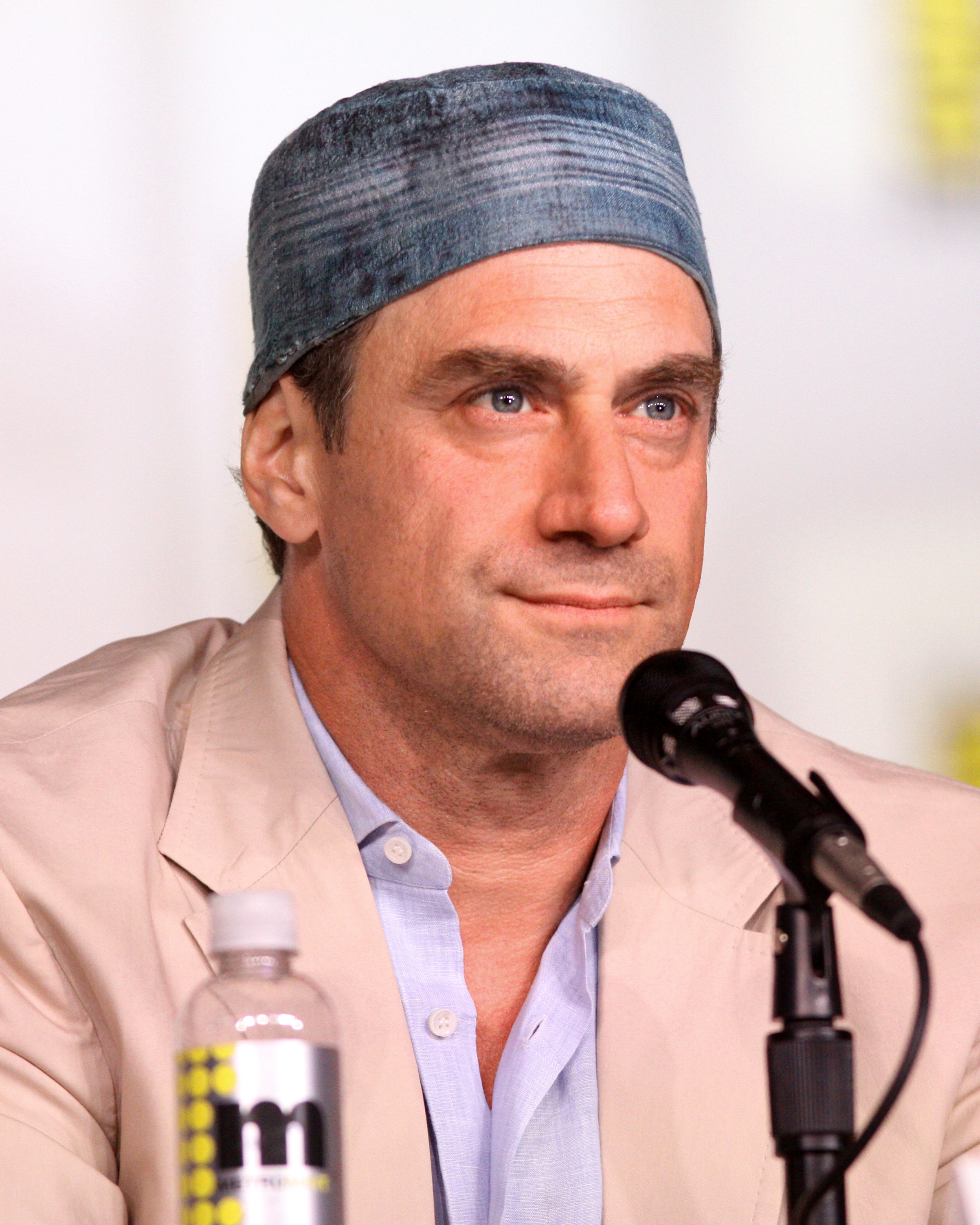
Christopher Meloni revient dans la franchise Law & Order pour reprendre son rôle d'Elliot Stabler.

En mars 2020, NBC valide une série de treize épisodes centrée sur Elliot Stabler, le personnage incarné par Christopher Meloni durant les douze premières saisons de New York, unité spéciale. Dick Wolf, Arthur W. Forney et Peter Jankowski participent à la production, alors que Matt Olmstead est choisi comme show runner et scénariste.
La série devait initialement être introduite dans l'épisode final de la saison 21 de New York, unité spéciale. Craig Gore est annoncé comme scénariste, avant d'être renvoyé par Dick Wolf en juin 2020, après des publications controversées sur les réseaux sociaux en raison des pillards et du couvre-feu mis en place à Los Angeles à la suite des protestations liées à la mort de George Floyd. Le titre de la série, Law & Order: Organized Crime, est révélé en juin 2020.
Une première bande-annonce teaser est diffusée lors de l'épisode A One-Time Special de 30 Rock le 17 juillet 2020. Ce même mois, Christopher Meloni révèle ne pas avoir encore lu de script, car l'équipe de scénaristes travaillent encore dessus. En octobre 2020, il est annoncé que Matt Olmstead a démissionné de son poste de show runner. Il sera plus tard remplacé par Ilene Chaiken.
Le 14 mai 2021, la série est renouvelée pour une deuxième saison.
Le 10 mai 2022, la série est renouvelée pour une troisième saison.
Le 10 avril 2023, la série est renouvelée pour une quatrième saison par NBC, peu de temps après on apprend que cette dernière sera raccourcie à treize épisodes.
Le 24 avril 2024, la série est renouvelée pour une cinquième saison, qui sera diffusée sur Peacock.

### Attribution des rôles
En juillet 2020, Christopher Meloni annonce que Mariska Hargitay reprendra son rôle d'Olivia Benson comme invitée dans quelques épisodes. Dylan McDermott rejoint la série en janvier 2021. Il est suivi par les officialisations de Tamara Taylor, Danielle Moné Truitt, Ainsley Seiger, Jaylin Fletcher, Charlotte Sullivan, Nick Creegan ou encore Ben Chase. Nicky Torchia, Michael Rivera ou encore Ibrahim Renno sont ensuite annoncés dans des rôles récurrents.
En août 2021, Ron Cephas Jones, Vinnie Jones, Lolita Davidovich, Mykelti Williamson, Guillermo Díaz ou encore Dash Mihok sont annoncés dans des rôles récurrents de la saison 2,.

### Tournage
Tout comme New York, unité spéciale, la série est tournée à New York. Les prises de vues devaient initialement débuter en août 2020, mais en raison de la pandémie de Covid-19 le tournage ne commence que le 27 janvier 2021,. La production sera arrêtée à plusieurs reprises en raison de tests positifs au Covid-19. Malgré cela, la date de diffusion n'est pas modifiée,.

## Épisodes

### Première saison (2021)
1. Ce Qui S'est Passé Dans Les Pouilles (What Happens in Puglia)
→ Conclusion du crossover commencé avec l'épisode Tout le monde change (saison 22, épisode 9) de la série télévisée New York, unité spéciale.
2. Pas La Mafia de Papa (Not Your Father's Organized Crime)
3. Protéger Les Siens (Say Hello to My Little Friends)
4. Conseil de Famille (The Stuff That Dreams Are Made Of)
5. Trahison (An Inferior Product)
6. La Balance (I Got This Rat)
7. Prendre des Coups (Everybody Takes a Beating Sometime)
8. Oublie, Jake, c'est Chinatown (Forget It, Jake; It's Chinatown)

### Deuxième saison (2021-2022)
Le 14 mai 2021, NBC renouvelle la série pour une deuxième saison, diffusée du 23 septembre 2021 au 19 mai 2022 sur NBC.
1. Sous Couverture (The Man with No Identity)
2. Entrer dans la Famille (New World Order)
3. Eddie Wagner, hors-la-loi (The Outlaw Eddie Wagner)
4. Jouer Avec le Feu (For a Few Lekë More)
5. Le Bon, la brute et la belle (The Good, The Bad, and The Lovely)
6. Impardonnable (Unforgivable)
7. Arnaque de Haut Vol (High Planes Grifter)
8. La Taupe (Ashes to Ashes)
9. Noël mortel (The Christmas Episode)
→ Conclusion du crossover commencé avec l'épisode Le procès Wheatley (saison 23, épisode 9) de la série télévisée New York, unité spéciale.
10. Némésis (Nemesis)
11. Le Robin des Bois moderne (As Nottingham Was to Robin Hood)
12. Les Gardiens de la justice (As Iago Is to Othello)
13. L'Hubris dans Œdipe (As Hubris Is to Oedipus)
14. Jusqu'à ton âme... (…Wheatley Is to Stabler)
15. Double jeu (Takeover)
16. La Confrérie (Gun & Roses)
17. Sur écoute (Can't Knock the Hustle)
18. Facteur X (Change the Game)
19. Un casse dans la tête (Dead Presidents)
20. Course contre la montre (Lost One)
→ Conclusion du crossover commencé avec l'épisode Miracle ou mirage ? (saison 23, épisode 20) de la série télévisée New York, unité spéciale.
21. Un contrat sur la tête (Streets Is Watching)
22. Faux amis (Friend or Foe)

### Troisième saison (2022-2023)
Le 10 mai 2022, NBC renouvelle la série pour une troisième saison, diffusée du 22 septembre 2022 au 18 mai 2023.
En France, elle a été diffusée du 10 avril 2023 au 3 juillet 2023 sur 13e rue.
1. Le rêve américain (Gimme Shelter)
→ Début du crossover poursuivi avec l'épisode Tic Tac Boum (saison 24, épisode 1) de la série télévisée New York, unité spéciale et conclu avec l'épisode Protection à Haut Risque (saison 22, épisode 1) de la série télévisée New York, police judiciaire.
2. Les dés sont jetés (Everybody Knows The Dice Are Loaded)
3. Attrape-moi si tu peux (Catch Me If You Can)
4. Larguer les amarres (Spirit in the Sky)
5. Des yeux bleus de folie (Behind Blue Eyes)
6. Les démons du passé (Blaze of Glory)
7. Tout ce qui brille (All That Glitters)
8. Un air de changement (Whipping Post)
9. Le dernier Noël (Last Christmas)
10. Le piège (Trap)
11. Tout à l’ego (The Infiltration Game)
12. Partenariat (Partners in Crime)
13. Sur la brèche (Punch Drunk)
14. Amertume (All In The Game)
15. Œil pour œil (The Wild and the Innocent)
16. Chinatown (Chinatown)
17. Les liens du sang (Blood Ties)
18. Un terrain de chasse (Tag: GEN)
19. Une issue diplomatique (A Diplomatic Solution)
20. Assassins à louer (Pareto Principle)
21. Dans l'ombre (Shadowërk)
→ Conclusion du crossover commencé avec l'épisode Crimes sur commande (saison 24, épisode 21) de la série télévisée New York, unité spéciale.
22. Apparence trompeuse (With Many Names)
→ Conclusion du crossover commencé avec l'épisode Les Petites annonces du crime (saison 24, épisode 22) de la série télévisée New York, unité spéciale.

### Quatrième saison (2024)
Le 10 avril 2023, NBC renouvelle la série pour une quatrième saison, diffusée à partir du 18 janvier 2024.
En France, elle diffusée depuis le 6 septembre 2024 sur 13ème Rue,.
1. Ressasser le passé (Memory Lane)
2. Délivre-nous du mal (Deliver Us from Evil)
3. La Fin de l’innocence (End of Innocence)
4. Le Dernier repas (The Last Supper)
5. Portées disparues (Missing Persons)
6. Sous la plage, abandonnées (Beyond the Sea)
7. Péché originel (Original Sin)
8. Mémoires de nos pères (Sins of our Fathers)
9. Semper Fi (Semper Fi)
10. À la croisée des chemins (Crossroads)
11. Bas les masques (Redcoat)
12. Le monstre intérieur (Goodnight)
13. Nostalgie (Stabler's Lament)

### Cinquième saison (2024-2025)
Note : Pour les informations de renouvellement voir la section Production.
Elle est diffusée depuis le 17 avril 2025 sur Peacock.
1. Lost Highway
2. Dante's Inferno
3. Paranza Dei Bambini
4. Promesse Infrante
5. Lago D'Averno
6. Beautiful Disaster
7. Fail Safe
8. Off the Books
9. Against the World
10. He Was a Stabler

## Audiences
| Saison | Nombre d'épisodes | Horaires        | Diffusion États-Unis : NBC | Diffusion États-Unis : NBC | Audiences Live (en millions) | Audiences Live (en millions) |
| Saison | Nombre d'épisodes | États-Unis      | Début de saison            | Fin de saison              | Moyenne de la saison         | Rang                         |
| ------ | ----------------- | --------------- | -------------------------- | -------------------------- | ---------------------------- | ---------------------------- |
| 1      | 8                 | jeudi 22 heures | 1er avril 2021             | 3 juin 2021                | 7,83                         | 21                           |
| 2      | 22                | jeudi 22 heures | 23 septembre 2021          | 19 mai 2022                | 5,51                         | 45                           |
| 3      | 22                | jeudi 22 heures | 22 septembre 2022          | 18 mai 2023                | 5,41                         | 39                           |
| 4      | 13                | jeudi 22 heures | 18 janvier 2024            | 16 mai 2024                | 5,18                         | 40                           |

La meilleure audience de la série, est le premier épisode de la première saison avec 7,86 millions de téléspectateurs. 
La pire audience de la série, est le sixième épisode de la troisième saison avec 2,93 millions de téléspectateurs.